# Léon Du Bois
Charles Louis Léon Dubois (Brussel, 10 januari 1859 – Bosvoorde, 19 november 1935), bekend als Léon Du Bois, was een Belgisch componist, organist, dirigent en muziekpedagoog.

## Loopbaan
Hij is zoon van metaalsmid Charles Félix Dubois en Adèle Ingels. Hij was getrouwd met Sylvie Siegerist.
Du Bois volgde zowel het basisonderwijs als de humaniora aan het Sint-Michielscollege te Etterbeek. Op zijn negende begon hij tegelijkertijd aan zijn muziekopleiding aan het Koninklijk Conservatorium Brussel. Hij kreeg er les van leraren als Jean-Baptiste Colyns (viool, 1872) en Léon Firket (altviool, 1874), maar het orgel had meer zijn voorkeur. Hij volgde de organistenopleiding van 1875 tot 1879 bij Alphonse Mailly. Harmonieleer volgde hij bij Maurice Koetlittz (1872) en Joseph Dupont (1874). Verder volgde hij les bij Hubert-Ferdinand Kufferath (contrapunt, fuga) en François-Auguste Gevaert (compositieleer).
In 1885 haalde hij een Prijs van Rome voor zijn cantate Au bois des elfes, nadat hij in 1881 al een tweede prijs had behaald voor Les filles du Rhin (tekst Gustave Lagye). Hij werd in 1889 dirigent bij de opera in Nantes. Dat duurde maar kort, want even later was hij te vinden bij het orkest van de Koninklijke Muntschouwburg en voor het seizoen 1891/1892 in Luik. Van 1892 tot 1897 was hij terug dirigent in Brussel.
Een ommekeer in zijn carrière kwam er eind 1898 met zijn benoeming tot directeur van de muziekschool in Leuven, waar hij Emile Mathieu opvolgde. In de universiteitsstad werd hij de animator van het muzikale leven door de oprichting van de succesvolle Léon Du Bois-concerten.
In 1912 werd Du Bois benoemd tot directeur van het Koninklijk Conservatorium Brussel in opvolging van Edgar Tinel. Tegelijkertijd werd hij ook directeur van de concertuitvoeringen en gaf hij les in contrapunt, fuga (beide tot 1920) en compositieleer. Joseph Jongen, die hem in 1920 reeds was opgevolgd als lesgever, volgde hem in 1925 op als waarnemend directeur en vanaf het pensioen van Du Bois op 30 juni 1927 definitief.
Du Bois speelde een belangrijke rol bij de oprichting van de Belgische tak van de Franse vereniging van auteurs, componisten en uitgevers (SACEM) in 1886. Later werd hij erevoorzitter.
Hij werd in 1912 verkozen tot lid in de Classe des Beaux-Arts van de Académie royale des sciences, des lettres et des beaux-arts de Belgique. Hij bekleedde er functies in het bestuur en was in 1924 directeur van de klasse.

## Werken
- Aspiration, Adagio pour orchestra a cordes (1886)
- Le reliquaire d’amour (1887, tekst Lucien Solvay)
- Le reve (1894, voor een wedstrijd in Charleroi)
- Suite pour huit cors (1895)
- La destinée (1899, wedstrijd in Namen)
- Mutualité-Fraternité (1903, uitgevoerd in Luik)
- Les extatiques (1903, uitgevoerd in Luik)
- La lumiere (1911, uitgevoerd in Brussel)
- Edénie ou L’ile vierge (opera, 1912, uitvoeringen in Antwerpen)
- L’aveugle né (oratorium, 1922 ook wel in Nederland uitgevoerd als Blindgeborene)
- La divine illusion (1930 internationale wedstrijd in Luik; tekst van Lucien Solvay)
- Agnus Dei (tekst van Victor Kino)
- Noël (tekst van Sylvie Du Bois)
- Oraison (tekst Paul Gérardy)
- Soir religieux (tekst Emile Van Arenbergh)
- Le mort (1894, mimodrama naar Camille Lemonnier)
- Son excellence ma femme (opera)
- La revanche de Sgaranelle (opera)
- Mazeppa (opera)
- Smylis (ballet)
- Vers la glore (ode)
- Atala (symfonisch gedicht)
- Drie octetten voor acht chromatische hoorns
- liederen

- Biblioteca Nacional de España: XX5622651
- Bibliothèque nationale de France: cb14803609k (data)
- Gemeinsame Normdatei: 138776784
- International Standard Name Identifier: 0000 0000 7101 4005
- Library of Congress Control Number: no2004108387
- MusicBrainz: 0a0c3745-de02-4a9b-adc7-9e64334925a8
- Système universitaire de documentation: 135420229
- Virtual International Authority File: 16944395
- WorldCat: E39PBJrwQJrHHvBFqXKvfwTPwC